# Чёрный тюльпан (Петрозаводск)
Чёрный тюльпа́н — мемориал воинам-интернационалистам из Карелии, погибшим в Афганской войне 1979—1989 годов.
Открыт в 1992 году, расположен в историческом районе города Петрозаводск, на левом берегу реки Неглинки в районе улицы Антикайнена, в сквере вблизи Республиканской специализированной школы искусств.
Композиция представляет собой гранитный монумент, окруженный небольшим сквером. На одной из полированных гранитных плит у основания памятника высечены слова из стихотворения поэта Леонида Молчанова:

Я навсегда останусь молодым

И буду жить в коротком слове «Память»
На двух других плитах перечислены имена 56 молодых карельских воинов, погибших в Афганистане. Ещё на одной плите изображен боевой эпизод Афганской войны.
2 августа 2015 г. был установлен памятник боевой машине десанта БМД-1.
2 августа 2016 г. в мемориальном комплексе «Черный тюльпан» был установлен бюст командующему ВДВ СССР Василию Маргелову.